# Пам'ятки архітектури Піщанського району
У Піщанському районі Вінницької області під охороною держави знаходиться 8 пам'яток архітектури і містобудування, з них 1 — національного значення.
| Національного значення | Національного значення     | Національного значення | Національного значення | Національного значення | Національного значення                                |
| ---------------------- | -------------------------- | ---------------------- | ---------------------- | ---------------------- | ----------------------------------------------------- |
| с. Чорномин            |                            |                        |                        |                        |                                                       |
| 1                      | Палац                      | п.п.19 ст.             | с. Чорномин            | 978                    |                                                       |
| Місцевого значення     |                            |                        |                        |                        |                                                       |
| с. Гонорівка           |                            |                        |                        |                        |                                                       |
|                        | Садиба                     | 1850 р.                | с. Гонорівка           | 242-М/0                | Розпорядження ОДА № 78 від 19.02.96 р                 |
| 2                      | Палац                      | 1850 р.                | с. Гонорівка           | 242-М/1                | -//-                                                  |
| 3                      | Парк                       | 19 ст.                 | с. Гонорівка           | 242-М/2                | -//-                                                  |
| с. Дмитрашківка        |                            |                        |                        |                        |                                                       |
| 4                      | Церква                     | к.19-п.20 ст.          | с. Дмитрашківка        | 18-Вн                  | Рішення виконкому облради нар. деп.від 26.08.87 № 299 |
| с. Кукули              |                            |                        |                        |                        |                                                       |
| 5                      | Церква                     | 19 ст.                 | с. Кукули              | 164-М                  | Рішення виконкому облради нар. деп.від 14.02.91 № 43  |
| с. Трибусівка          |                            |                        |                        |                        |                                                       |
| 6                      | Михайлівська церква (дер.) | 1827 р.                | с. Трибусівка          | 165-М                  | -//-                                                  |
| с. Чорномин            |                            |                        |                        |                        |                                                       |
| 7                      | Парк                       | п.п.19 ст              | с. Чорномин            | 315-М/2                | Розпорядження ОДА № 78 від 19.02.96 р                 |
| 8                      | Каплиця                    | п.п.19 ст              | с. Чорномин            | 315-М/1                | Розпорядження ОДА № 78 від 19.02.96 р                 |
|                        |                            |                        |                        |                        |                                                       |